# Straßenbahn Rostock
Die Straßenbahn Rostock ist neben der Straßenbahn in Schwerin der einzige noch bestehende Straßenbahnbetrieb in Mecklenburg-Vorpommern. Das Rostocker Straßenbahnnetz umfasst eine Streckenlänge von 35,6 Kilometer und 64 Haltestellen. Die erste Pferdebahn ging 1881 in der Innenstadt in Betrieb, die weiterhin das Zentrum des Netzes darstellt. Bis 2006 wurde das Netz nach und nach erweitert, sodass der Busverkehr nur noch die Hälfte des Verkehrsbedarfes abdecken muss.
1992 kamen in Rostock erstmals Niederflur-Gelenkwagen zum Einsatz, seit etwa 2003 können die Fahrgäste bei allen Fahrten barrierefrei einsteigen.

## Liniennetz

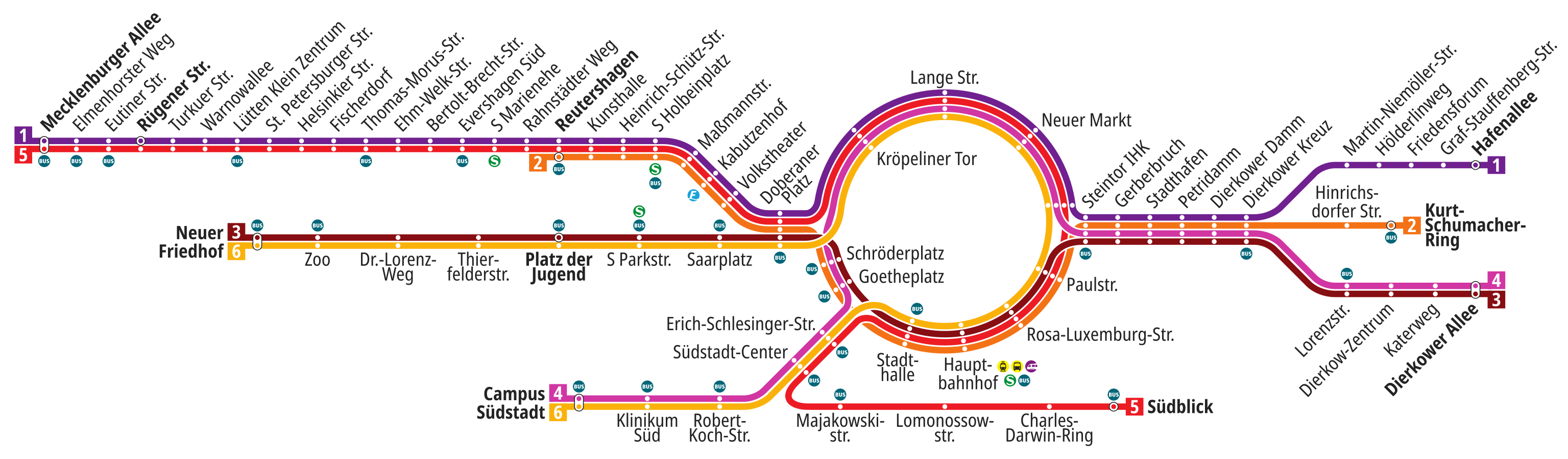
Linienplan seit 2025

Derzeit verkehren sechs reguläre Straßenbahnlinien auf dem Rostocker Streckennetz.
- Linien bzw. Linienabschnitte mit 10-Minuten-Takt sind fett dargestellt
- Linien bzw. Linienabschnitte mit 20-Minuten-Takt sind mit unveränderter Schrift dargestellt
- Linien bzw. Linienabschnitte mit 30-Minuten-Takt sind kursiv dargestellt

(gültig jeweils mo–fr ca. 6:30 bis 18:00 Uhr)
| Linie | Linienweg | Fahrzeugeinsatz | Bemerkung                                                                               |
| ----- | --- | --------------- | --------------------------------------------------------------------------------------- |
| 1     | Lichtenhagen, Mecklenburger Allee – Lütten Klein, Rügener Straße – Lütten Klein Zentrum – Evershagen, Thomas-Morus-Straße – Marienehe – Reutershagen – Holbeinplatz – Doberaner Platz – Lange Str. – Steintor – Dierkower Kreuz – Toitenwinkel, Hafenallee | 6N1, 6N2        | - so–fr ganztägig, sa im Winter im Früh- und Abendverkehr, sa im Sommer ganztägig       |
| 2     | Reutershagen – Holbeinplatz – Doberaner Platz – Goetheplatz – Hauptbahnhof – Steintor – Dierkower Kreuz – Kurt-Schumacher-Ring | 6N1, (6N2)      | - nur mo–fr von 6–9 Uhr und von 12–17 Uhr                                               |
| 3     | (Neuer Friedhof – Zoo –) Platz der Jugend – Parkstraße – Doberaner Platz – Goetheplatz – Hauptbahnhof – Steintor – Dierkower Kreuz – Dierkower Allee | 6N1             | - ab/bis Neuer Friedhof nur mo–fr von 5–9 Uhr und 12–18 Uhr sowie sa+so im Tagesverkehr |
| 4     | Campus Südstadt – Südstadt-Center – Goetheplatz – Lange Str. – Steintor – Dierkower Kreuz – Dierkower Allee | 6N1, (6N2)      | - nur mo–sa bis 20 Uhr                                                                  |
| 5     | Lichtenhagen, Mecklenburger Allee – Lütten Klein Zentrum – Thomas-Morus-Straße – Marienehe – Reutershagen – Holbeinplatz – Doberaner Platz – Lange Str. – Steintor – Hauptbahnhof – Südstadt-Center – Südblick                                             | 6N1, 6N2        |                                                                                         |
| 6     | Neuer Friedhof – Zoo – Platz der Jugend – Parkstraße – Doberaner Platz – Lange Str. – Steintor – Hauptbahnhof – Südstadt-Center – Campus Südstadt | 6N1             |                                                                                         |

## Geschichte

### Von der Gründung bis zum Ersten Weltkrieg
1881 wurde aufgrund des wachsenden Verkehrsbedarfs die Mecklenburgische Straßen-Eisenbahn Aktien-Gesellschaft (MSEAG) gegründet, die in Rostock am 16. August 1881 mit dem Aufbau eines Pferdebahnbetriebes begann. Zwei Tage nach der Eröffnungsfahrt am 14. Oktober 1881 begann auf drei Linien der Regelbetrieb:
| 1881  | 1881                                                                                          |
| Linie | Linienweg                                                                                     |
| ----- | --------------------------------------------------------------------------------------------- |
| 1     | Weißes Kreuz – Neuer Markt – Hopfenmarkt – Kröpeliner Straße – Schröderplatz – Alter Friedhof |
| 2     | Strand (Stadthafen) – Neuer Markt – Hopfenmarkt                                               |
| 3     | Schröderplatz – Augustenstraße – Neuer Markt – Hopfenmarkt                                    |

Die Wagenführer hielten auch zwischen den Haltestellen, sobald jemand Fahrtinteresse anzeigte.
In den folgenden Jahren wurden die Strecken den Gegebenheiten angepasst, dabei entfielen unter anderem die Fahrten zum Stadthafen. Als 1886 der Lloyd-Bahnhof eröffnete, wurde die Straßenbahn auf der Strecke Hopfenmarkt – Neuer Markt – Alexandrinenstraße bis zum Bahnhof erweitert. Richard Siegmann war ab 1898 Vorstand der MSEAG, was er – mit einer kurzen Unterbrechung von 1919 bis 1921 – bis zu seiner vorzeitigen Entlassung am 31. Dezember 1935 blieb. Unter seiner Leitung wurde sowohl die Elektrifizierung als auch der weitere Ausbau des Straßenbahnnetzes vorangetrieben.
Am 21. Mai 1904 fuhr der erste elektrisch betriebene Straßenbahntriebwagen durch Rostock. Im Zuge dessen änderte die MSEAG ihren Firmennamen zum Juli 1903 in Rostocker Straßenbahn AG (RSAG). Die Strecken wurden schrittweise auf elektrischen Betrieb umgestellt und bis zum Doberaner Platz und weiter zum neuen Depot in der Fahnenstraße (damals Satower Chaussee) ausgebaut. In der 26 Meter breiten Wagenhalle lagen sechs Gleise mit 60 Metern Länge, z. T. mit 1½ Meter tiefen Revisionsgruben. Daneben gab es eine Werkstatt mit etwa 15 Metern Länge.
Bis zum 18. Juni 1904 waren alle Linien mit der Oberleitung abgedeckt. Die Linien trugen bis 1911 Farbbezeichnungen. Triebwagen der ersten Serie waren teilweise bis 1961 im Einsatz.
| 1904            | 1904 |
| Linie           | Linienweg                                                                                                |
| --------------- | --- |
| Weiße Linie (1) | Zentralbahnhof – Steintor – Neuer Markt – Schröderplatz – Doberaner Platz – Alter Friedhof – Trotzenburg |
| Rote Linie (2)  | Zentralbahnhof – Augustenstraße – Schröderstraße – Doberaner Platz – Kasernenstraße                      |
| Grüne Linie (3) | Augustenstraße – Stadttheater – Mühlendamm – Weißes Kreuz                                                |

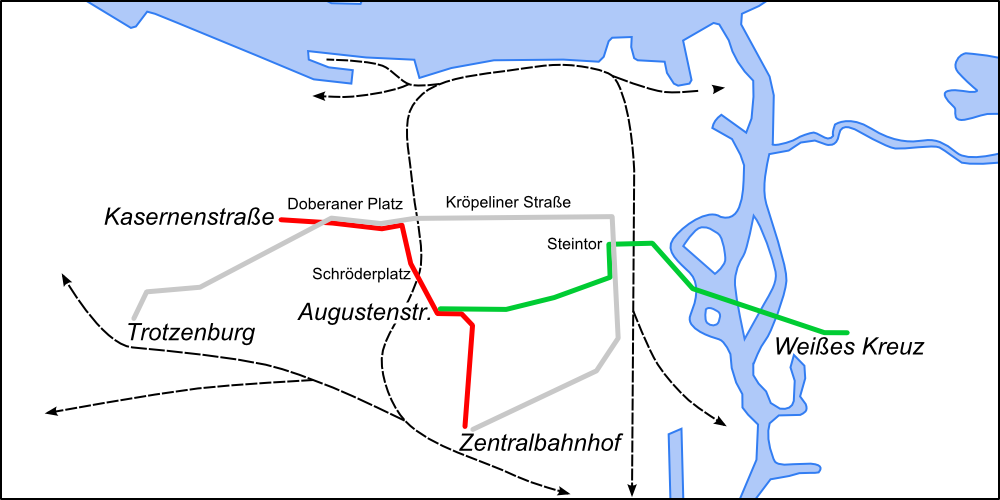
Straßenbahnnetz 1904

Zwischen Hohe Düne und Markgrafenheide wurde am 1. Juli 1910 die 4½ Kilometer lange Strecke der Strandbahn Warnemünde–Markgrafenheide eröffnet. Diese Bäderbahn gehörte jedoch nicht zur RSAG, sondern wurde von den Städtischen Gas- und Wasserwerken Rostock betrieben.

### Vom Ersten bis zum Zweiten Weltkrieg
Wegen der schwierigen Versorgungslage konnte zum Ende des Krieges nur ein eingeschränkter Dienst angeboten werden, der zwischenzeitlich sogar für mehrere Wochen ganz zum Erliegen kam. Nach Kriegsende kamen erste Forderungen für eine Streckenanbindung nach Dierkow auf, doch diese mussten wegen der angespannten finanziellen Lage zurückgestellt werden. Außerdem konnte die Bevölkerung in den Jahren der Inflation die öffentlichen Verkehrsmitteln kaum nutzen, daher wurde das Streckennetz auf die Hauptlinien beschränkt. Erst Mitte der 1920er Jahre stiegen die Fahrgastzahlen wieder.
In dieser Zeit wurden einige Veränderungen am Streckennetz vorgenommen. Nachdem es an der Kreuzung Satower Straße mit der Eisenbahn nach Warnemünde immer wieder zu Unfällen gekommen war, wurde in der Parkstraße eine Brücke für die Eisenbahn gebaut. Im Juni 1924 führte dann die Linie 1 auf einer veränderten Streckenführung erstmals unter dieser Brücke in Richtung Zoo.
Ab September 1925 nahm Linie 2 den Linienweg wie Linie 1 durch die Innenstadt. Der entfallene Streckenabschnitt von Linie 2 (Hauptbahnhof – Schröderplatz) wurde bis 1928 durch die neue Linie 4 übernommen. Die Barnstorfer Strecke der Linie 1 wurde mit einer Brücke über die Bahnstrecke Wismar–Rostock zum Neuen Friedhof verlängert. Als 1930 die Weltwirtschaftskrise für hohe Arbeitslosigkeit sorgte, wurden bei den Fahrzeiten die Takte gedehnt und keine Beiwagen mehr eingesetzt. Der notwendige Ausbau zur Zweigleisigkeit musste unterbrochen werden. Als 1933 die Mühlendammbrücke neu gebaut und die Fernverkehrsstrecke nach Stralsund ausgebaut wurde, musste der Straßenbahnbetrieb auf der Linie 3 zum Weißen Kreuz am 1. August 1933 auf Busbetrieb umgestellt werden. So blieben nur noch zwei Straßenbahnlinien, während das Busnetz weiter ausgebaut wurde.
In Warnemünde und Marienehe entstanden Flugzeugwerke, die unter den Nationalsozialisten kontinuierlich ausgebaut wurden. In den folgenden Jahren wuchs die Rostocker Bevölkerung auf über 100.000 Einwohner. Die Strandbahn in Markgrafenheide fuhr ab 1936 ganzjährig, da der Bedarf durch den Ausbau des Fliegerhorstes stieg. Rostock vergrößerte sich in Reutershagen, im Hansa- und Komponistenviertel sowie in Dierkow. Zur Anbindung des Heinkel-Flugzeugwerks in Marienehe begannen am 6. Juli 1936 die Bauarbeiten an der 3,8 km langen Straßenbahnstrecke von der bisherigen Endstelle Werft über Reutershagen nach Marienehe, am 16. November 1936 wurde diese Strecke in Betrieb genommen. Der Ausbau zur Zweigleisigkeit der Linie 2 in der Doberaner Straße wurde fortgesetzt, 1939 wurde auch in der Lübecker und der Hamburger Straße das zweite Gleis verlegt. Ab dem 15. Mai 1938 bezeichnete man Fahrten, die über die Hamburger Straße weiter bis Reutershagen und Marienehe hinausgingen, als Linie 12. Vom 1. Februar 1943 bis Oktober 1943 gab es zusätzliche Pendelfahrten zwischen Schröderplatz und Sportpalast mit der Liniennummer 11 zur Verstärkung der Linie 1. Die Linie 2 wurde im Frühjahr 1943 aufgegeben, alle Fahrten bis Marienehe wurden jetzt als Linie 12 durchgeführt.
| 1939  | 1939                                                                                        |
| Linie | Linienweg                                                                                   |
| ----- | ------------------------------------------------------------------------------------------- |
| 1     | Hauptbahnhof – Steintor – Doberaner Platz – Parkstraße – Sportpalast – Zoo – Neuer Friedhof |
| 2     | Hauptbahnhof – Steintor – Doberaner Platz – Lübecker Platz                                  |
| 12    | Hauptbahnhof – Steintor – Doberaner Platz – Lübecker Platz – Reutershagen – Marienehe       |

### Vom Zweiten Weltkrieg bis zur Wende

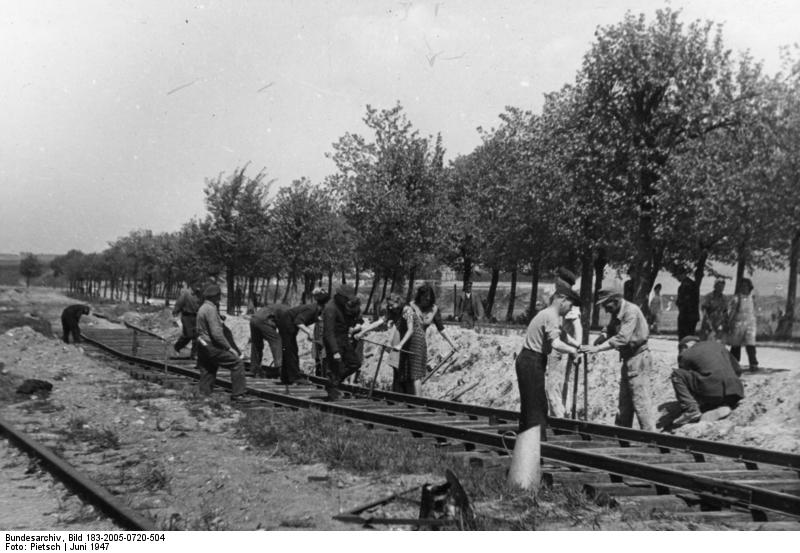
Juni 1947: Straßenbahn-Gleisbau mit primitiven Mitteln

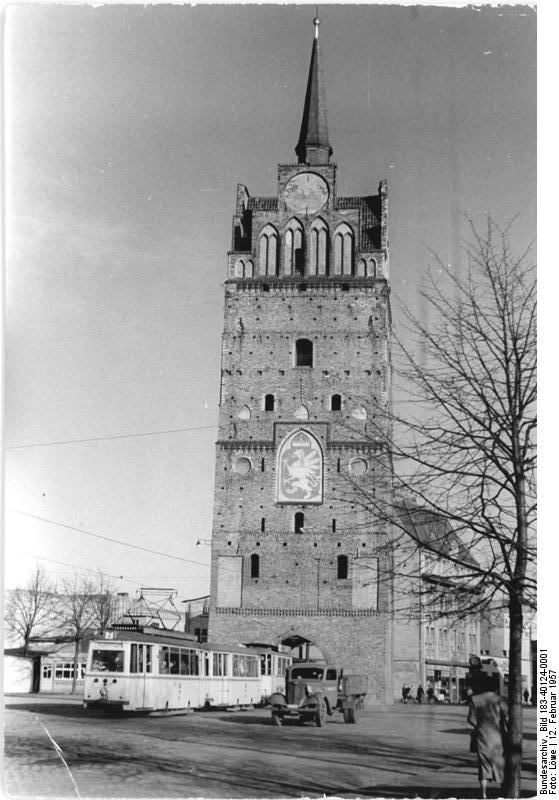
1957 führte die Straßenbahn noch durch das Kröpeliner Tor

Im April 1942 war Rostock Ziel britischer Luftangriffe, in deren Folge der historische Stadtkern zur Hälfte zerstört wurde. Es wurde versucht, den Straßenbahnverkehr aufrechtzuerhalten, doch am 30. April 1945 wurde der Verkehr für vier Monate eingestellt. Zuvor war die RSAG an die Stadt verkauft worden und firmierte danach als Städtische Straßenbahn Rostock. Nach der Besetzung Rostocks durch die Rote Armee wurde der Betrieb der Strandbahn am 1. Mai 1945 für immer eingestellt.
Nach dem Kriegsende konnte der Verkehr der Rostocker Straßenbahn nach Beseitigung von Schäden und Wiedereinschaltung des Fahrstroms am 13. August 1945 auf Streckenabschnitten zunächst nur stundenweise wieder aufgenommen werden. Nach und nach kamen weitere Abschnitte hinzu, die Betriebszeiten konnten verlängert werden. Die Fahrgastzahlen auf den wenigen Fahrten waren sehr hoch, die Wagen meist überfüllt.
| Ende 1945 | Ende 1945                                                                               |
| Linie     | Linienweg                                                                               |
| --------- | --------------------------------------------------------------------------------------- |
| 1         | Hauptbahnhof – Steintor – Doberaner Platz – Parkstraße – Sportpalast (– Neuer Friedhof) |
| 2         | Hauptbahnhof – Steintor – Doberaner Platz – Reutershagen (– Marienehe)                  |

In Reutershagen und am Sportpalast (Platz der Jugend) wurden 1946 Wendeschleifen angelegt, um das Kehren zu erleichtern und im innerstädtischen Bereich im 7½-Minuten-Takt zu fahren. Im Juli 1946 begannen auch erste Bauarbeiten für eine Strecke nach Dierkow. Sie verlief durch die Altstadt über die Petribrücke und weiter über den Dierkower Damm nach Gehlsdorf. Die Arbeiten wurden jedoch unterbrochen. Zuerst wurde die Strecke über den Mühlendamm zum Weißen Kreuz wieder aufgebaut, sie wurde ab 1949 über die Tessiner Straße Richtung Brinckmansdorf bis zum Verbindungsweg verlängert. Ab April 1950 pendelten zwischen Steintor und Tessiner Straße Wagen der Linie 3. 1956 übernahmen aber erneut Busse die Bedienung.
Die Bauarbeiten für die Linie nach Gehlsdorf wurden weitergeführt, am 1. Mai 1951 wurde der erste Streckenteil bis zur Fährstraße feierlich in Betrieb genommen. Das restliche Stück bis zum Kirchenplatz folgte im Juni 1951. Für diese Strecken wurde Gleismaterial der im November 1940 eingestellten Straßenbahn Eberswalde sowie der abgebauten Strandbahn Hohe Düne – Markgrafenheide (1910–1945) verwendet. Auch die beiden ursprünglich von der Flensburger Straßenbahn stammenden, bei der HAWA gebauten, vierachsigen Triebwagen sowie die fünf zweiachsigen Beiwagen wurden von der Strandbahn übernommen und nach Umspurung bei der Rostocker Straßenbahn eingesetzt.
| 1955  | 1955                                                                                     |
| Linie | Linienweg                                                                                |
| ----- | ---------------------------------------------------------------------------------------- |
| 1     | Hauptbahnhof – Steintor – Doberaner Platz – Klement-Gottwald-Str. – Tiergartenallee      |
| 11    | Hauptbahnhof – Steintor – Doberaner Platz – Klement-Gottwald-Str. – Zoo – Neuer Friedhof |
| 2     | Hauptbahnhof – Steintor – Doberaner Platz – Holbeinplatz – Reutershagen (– Marienehe)    |
| 3     | Lindenstraße – Weißes Kreuz – Tessiner Straße                                            |
| 4     | Lindenstraße – Alter Markt – Gehlsdorf                                                   |

Mit der Bestimmung Rostocks als Bezirksstadt wurde die Stadt ab 1952 für die Ansiedlung von Betrieben attraktiver; die Bevölkerungszahl und die Größe der Stadt wuchsen schnell. Damit erhöhte sich der Bedarf an öffentlichen Verkehrsmitteln, sodass neben den Linien 1 und 2 wieder die Linien 11 und 12 eingerichtet wurden, die den Takt auf den ursprünglichen Strecken auf fünf Minuten verdichteten und in weiter außen gelegene Gebiete fuhren.
| 1959  | 1959                                                                               |
| Linie | Linienweg                                                                          |
| ----- | ---------------------------------------------------------------------------------- |
| 1     | Hauptbahnhof – Steintor – Doberaner Platz – Tiergartenallee                        |
| 11    | Hauptbahnhof – Steintor – Doberaner Platz – Tiergartenallee – Zoo – Neuer Friedhof |
| 2     | Hauptbahnhof – Steintor – Doberaner Platz – Reutershagen                           |
| 12    | Hauptbahnhof – Steintor – Doberaner Platz – Reutershagen – Marienehe               |
| 4     | Steintor – Alter Markt – Gehlsdorf                                                 |

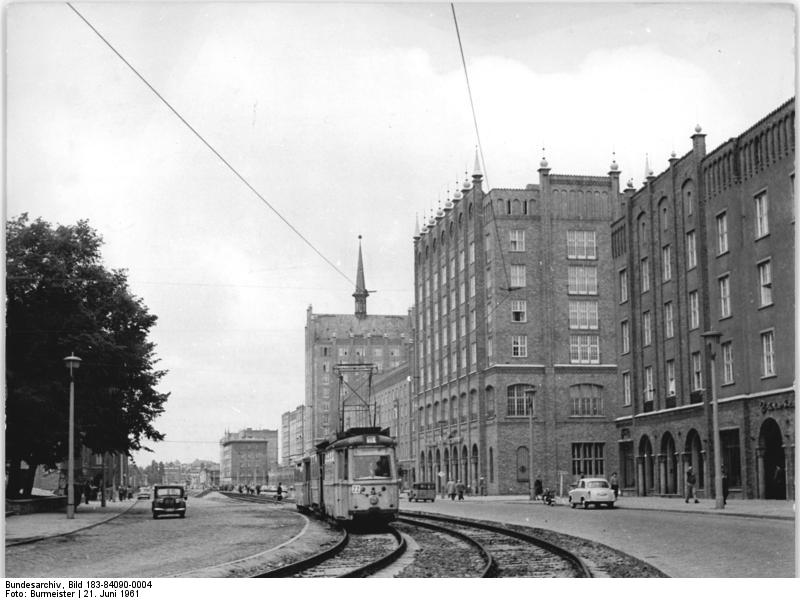
Seit 1961 führt die Straßenbahn durch die Lange Straße

Seit dem 20. Mai 1961 fahren die Züge nicht mehr durch die enge Kröpeliner Straße, sondern auf einem besonderen Bahnkörper in der Mitte der Langen Straße, die in den 1950er Jahren großzügig neu aufgebaut wurde.
1971 wurde die Strecke Reutershagen – Marienehe zweigleisig ausgebaut, da sich die Nachfrage zu den dortigen Industriegebieten erhöht hatte. Zudem waren im Rostocker Nordwesten weitere Wohngebiete geplant. Als Folge entfiel die Linie 2 nach Reutershagen, alle Züge auf diesem Ast verkehrten nun als Linie 12 bis Marienehe. Die Linie 1 war bereits Mitte der 1960er Jahre entfallen. Auf diesem Streckenast verkehrten seitdem alle Züge bis zum Neuen Friedhof. Im Jahr 1974 wurde die Strecke nach Gehlsdorf und mit ihr die Linie 4 ein- und auf Busbetrieb umgestellt. Die Rostocker Straßenbahn bestand von da an bis 1987 nur aus den beiden Linien 11 und 12.
| 1974  | 1974                                                                 |
| Linie | Linienweg                                                            |
| ----- | -------------------------------------------------------------------- |
| 11    | Hauptbahnhof – Steintor – Doberaner Platz – Zoo – Neuer Friedhof     |
| 12    | Hauptbahnhof – Steintor – Doberaner Platz – Reutershagen – Marienehe |

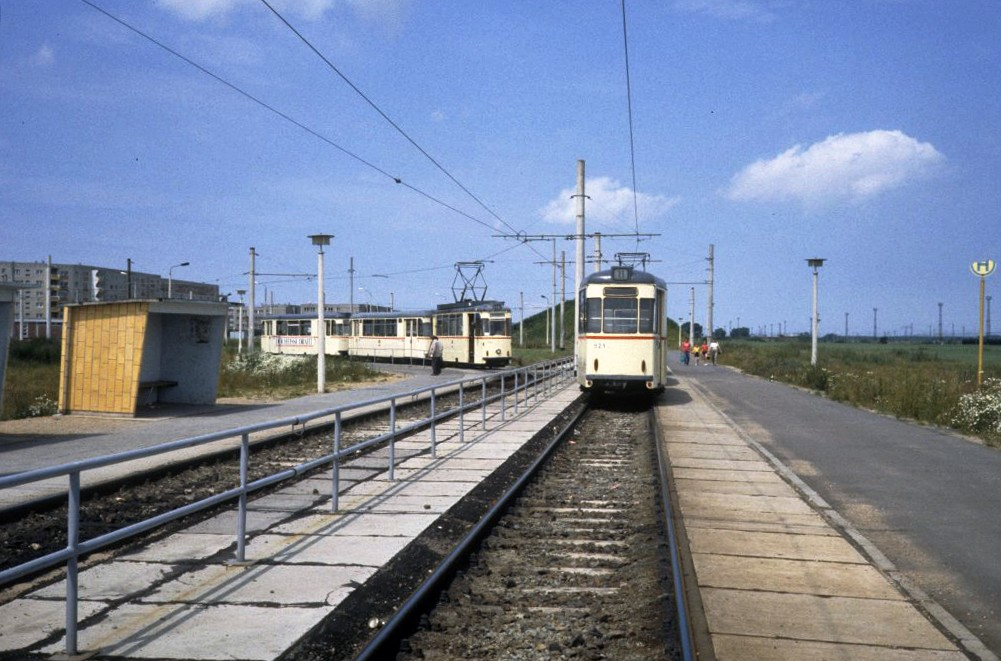
Der Bau von Großwohnsiedlungen am Stadtrand sorgte auch in Rostock für Netzerweiterungen, Dierkow 1990

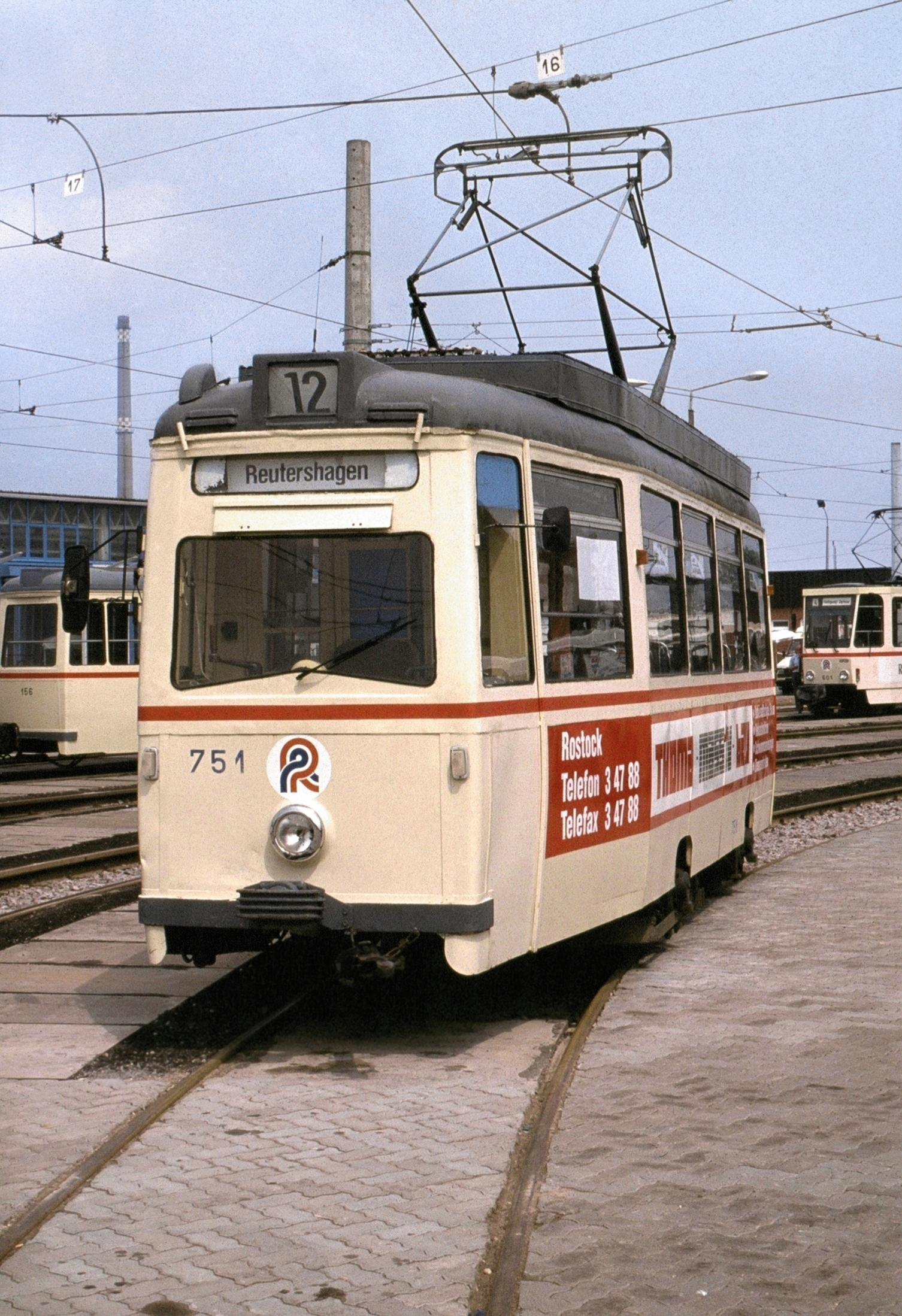
LOWA-Museumswagen

1983 entstand im Bereich der Umsteigehaltestelle Doberaner Platz die Kehre am Brink, eine Verbindung zwischen den Ästen Richtung Marienehe und Neuer Friedhof. Diese Verbindung wird seitdem für ein- und aussetzende Fahrten sowie bei Bauarbeiten und betrieblichen Störungen genutzt. Die Wendeschleife am Schröderplatz konnte daraufhin entfallen und wurde 1984 abgebaut.
Im Nordosten der Stadt kam es in den 1980er Jahren zum Aufbau von neuen größeren Wohnbaugebieten. Zur Anbindung an die innere Stadt wurde eine Neubaustrecke vom Steintor nach Dierkow und Toitenwinkel gebaut. Anders als die alte Linie 4, die eingleisig durch die engen Straßen der Altstadt fuhr, führte die neue Trasse östlich um die Altstadt herum. Am Dierkower Kreuz verzweigt sich die Strecke in drei zwischen 1987 und 1990 eröffnete Äste zur Allee der Bauschaffenden (später Kurt-Schumacher-Ring), zum Haltepunkt Dierkow und nach Toitenwinkel.
In den 1960er Jahren erhielt Rostock Wagen des Typs Gotha, überwiegend Gelenkzüge. Erst seit 1989 verkehrten in Rostock auch Tatra-Straßenbahnwagen des Typs T6A2/B6A2. Die Tatra-Triebwagen wurden nach der Wende modernisiert, sie blieben bis 2015 im Einsatz. Bis zur Indienststellung der T6/B6 waren noch einige LOWA-Wagen und Rekowagen in Betrieb. Die Gothawagen wurden bis 1996 im Fahrgastbetrieb eingesetzt.

### Seit der Wende

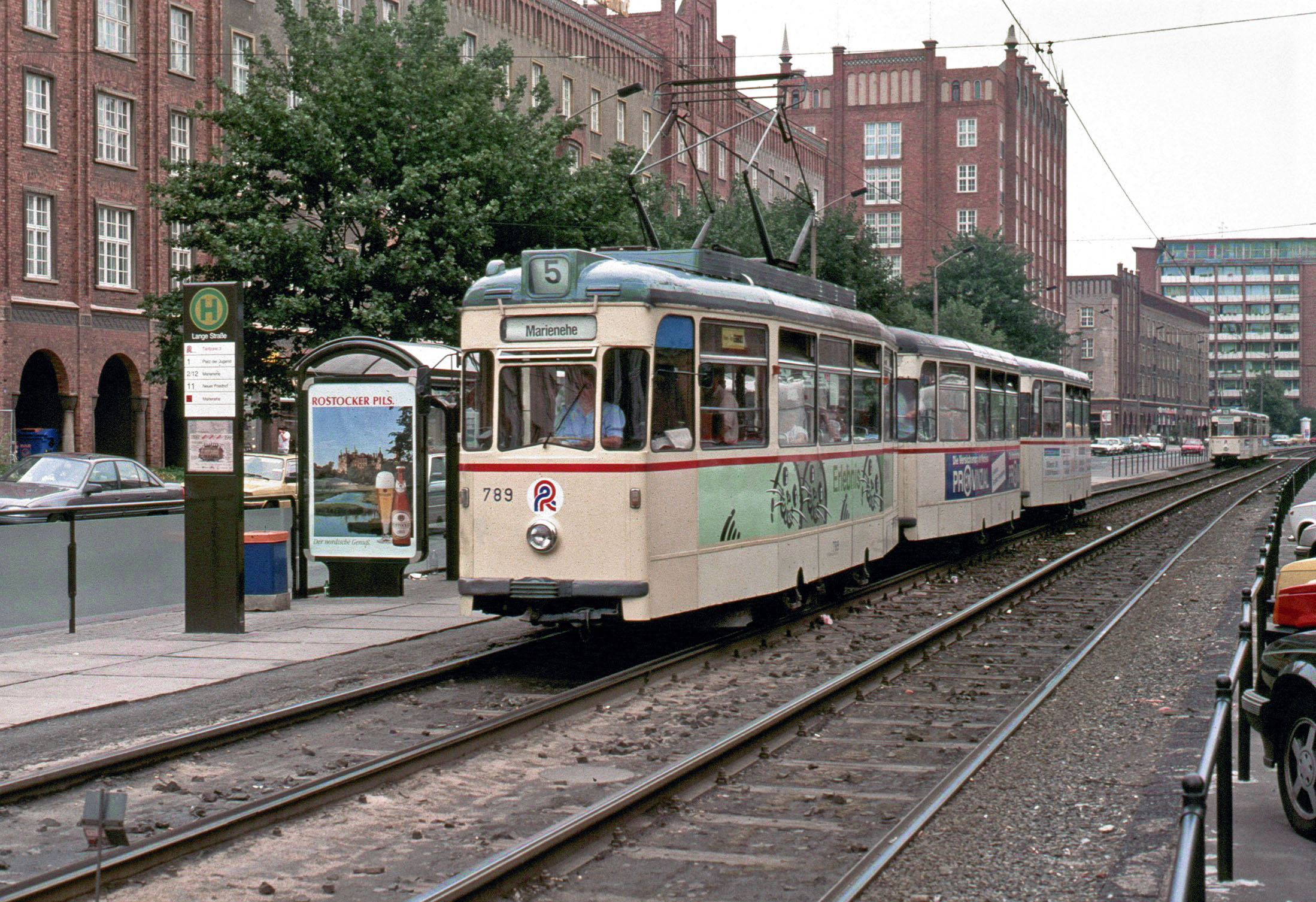
3-Wagen-Gotha-Zug, 1992

Nach dem Bau der Strecken in den Nordosten und der Verstärkung des Verkehrs in den Nordwesten zum Umsteigepunkt in Marienehe wurde nun mit der Linie 5 erstmals eine Straßenbahnlinie ausschließlich im Abendverkehr betrieben. Sie führte von Marienehe nach Toitenwinkel.
| 1992  | 1992 | 1992                    |
| Linie | Linienweg | Bemerkung               |
| ----- | --- | ----------------------- |
| 1     | Platz der Jugend – Parkstraße – Doberaner Platz – Lange Str. – Steintor – Dierkower Kreuz – Toitenwinkel, Hafenallee           | täglich im Tagesverkehr |
| 2     | Marienehe – Reutershagen – Holbeinplatz – Doberaner Platz – Lange Str. – Steintor – Dierkower Kreuz – Kurt-Schumacher-Ring     |                         |
| 4     | Hauptbahnhof – Steintor – Dierkower Kreuz – HP Dierkow                                                                         |                         |
| 5     | Marienehe – Reutershagen – Holbeinplatz – Doberaner Platz – Lange Str. – Steintor – Dierkower Kreuz – Toitenwinkel, Hafenallee | täglich im Abendverkehr |
| 11    | Neuer Friedhof – Zoo – Parkstraße – Doberaner Platz – Lange Str. – Steintor – Hauptbahnhof                                     |                         |
| 12    | Marienehe – Reutershagen – Holbeinplatz – Doberaner Platz – Lange Str. – Steintor – Hauptbahnhof                               |                         |

Linienplan 1992

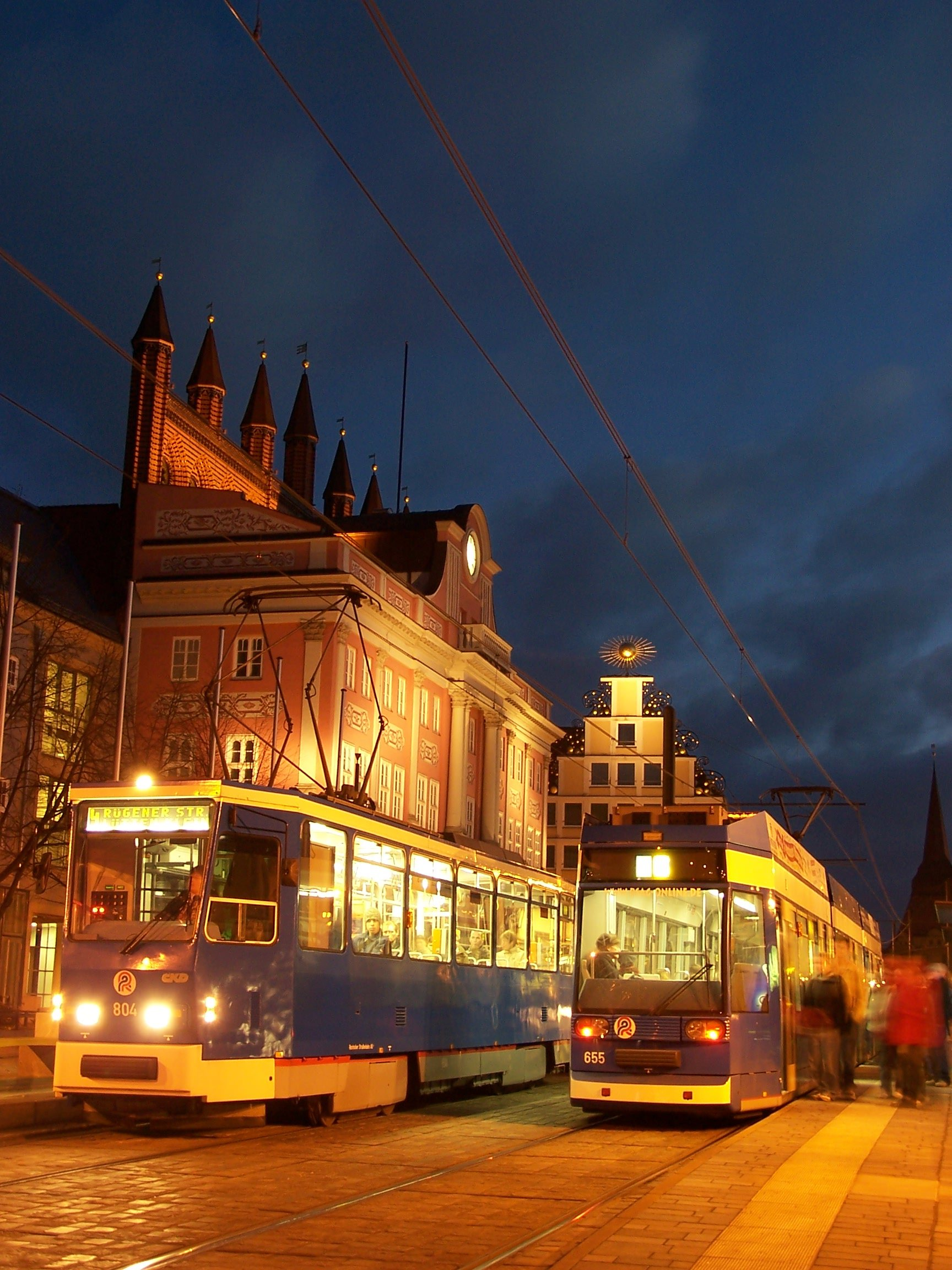
Tatra-Triebwagen und Niederflur-Gelenktriebwagen 6NGT der Rostocker Straßenbahn vor dem Rathaus

Am 14. Juni 1993 wurde eine spezielle Nachtstraßenbahnlinie eingeführt. Die Linie 3 führte von Marienehe durch die Innenstadt zum Hauptbahnhof, dann zum Haltepunkt Dierkow und von dort nach Toitenwinkel. Aufgrund von Sparmaßnahmen wurde ab 24. Oktober 1994 die Linie 11 nach 20 Uhr zum Platz der Jugend zurückgezogen, ab 2. Januar 1995 wurden im Abendverkehr die Tageslinien durch die Linien 81 (Platz der Jugend – Hauptbahnhof – Haltepunkt Dierkow) und 82 (Marienehe – Hauptbahnhof – Toitenwinkel) ersetzt. Die Nachtlinie 3 bekam die Nummer 92. Mit der Einführung der beiden „Fledermaus“-Nachtbuslinien wurde die Linie 92 wieder eingestellt.
Der Fuhrpark wurde ab 1992 mit 40 Duewag-Niederflur-Gelenkwagen vom Typ 6NGTWDE ergänzt. Außerdem verkehrten die Tatra-Triebwagen des Typs T6 für den barrierefreien Einstieg nach 2002 mit neuen Niederflur-Beiwagen, die Tatra-Beiwagen wurden danach abgestellt und später verkauft.
Die Bürgerschaft beschloss 1993 eine Straßenbahnnetzerweiterung in den Nordwesten, die mit dem Anschluss von Evershagen im Jahr 2000 begann. 2001 folgte der Ausbau bis nach Lütten Klein zur Rügener Straße, bevor am 28. November 2003 die restliche Strecke bis zur Mecklenburger Allee in Lichtenhagen eingeweiht wurde.
Auch zur Südstadt wurde die Straßenbahn weiter ausgebaut. Zur IGA 2003 in Rostock hatte man die Straßenbahn unter dem modernisierten Hauptbahnhof durchgeführt und anschließend bis zur Mensa bzw. zum Südblick weitergebaut. Dieses Teilstück wurde am 12. April 2003 eröffnet.
| November 2003 | November 2003 | November 2003                                     |
| Linie         | Linienweg | Bemerkung                                         |
| ------------- | --- | ------------------------------------------------- |
| 1             | Lichtenhagen, Mecklenburger Allee – Lütten Klein – Evershagen – Marienehe – Reutershagen – Holbeinplatz – Doberaner Platz – Lange Str. – Steintor – Dierkower Kreuz – Toitenwinkel, Hafenallee                  |                                                   |
| 2             | Mensa – Südstadt-Center – Hauptbahnhof – Steintor – Dierkower Kreuz – Kurt-Schumacher-Ring | täglich im Tagesverkehr                           |
| 3             | Neuer Friedhof – Zoo – Parkstraße – Doberaner Platz – Lange Str. – Steintor – Dierkower Kreuz – HP Dierkow | werktags im Abendverkehr; am Wochenende ganztägig |
| 4             | Lütten Klein, Rügener Straße – Evershagen – Marienehe – Reutershagen – Holbeinplatz – Doberaner Platz – Lange Str. – Steintor – Dierkower Kreuz – HP Dierkow                                                    | werktags im Tagesverkehr                          |
| 5             | (Lichtenhagen, Mecklenburger Allee –) Lütten Klein, Rügener Straße – Evershagen – Marienehe – Reutershagen – Holbeinplatz – Doberaner Platz – Lange Str. – Steintor – Hauptbahnhof – Südstadt-Center – Südblick | von/bis Lichtenhagen nur abends und am Wochenende |
| 6             | Neuer Friedhof – Zoo – Parkstraße – Doberaner Platz – Lange Str. – Steintor – Hauptbahnhof – Südstadt-Center – Südblick                                                                                         | werktags im Tagesverkehr                          |

Linienplan 2003

2005 begannen die Bauarbeiten für die Verbindung vom Doberaner Platz über den Schröderplatz zum Hauptbahnhof, die am 14. Oktober 2006 beendet wurden. Dies war schon länger geplant, so wurde beim Bau der Straße Vögenteich ausreichend Platz für eine zweigleisige Strecke auf dem Grünstreifen gelassen. Zudem wurde eine Fußgängerunterführung in Höhe Augustenstraße gebaut, um den Fahrgästen den Zugang zur geplanten Straßenbahnhaltestelle zu ermöglichen, ohne die vielbefahrene Fahrbahn überqueren zu müssen. Beim späteren Bau dieses Straßenbahn-Streckenabschnitts wurde diese Unterführung zurückgebaut und stattdessen die Haltestelle etwas weiter südlich am Goetheplatz mit Ampeln für die niveaugleiche Querung über die Straße eingerichtet.
Seitdem hat sich das Netz nicht weiter vergrößert. Es wurden lediglich Anpassungen und Optimierungen an den Linienwegen vorgenommen. Mit dem Umbau der Straßenführung im Bereich des Kröpeliner Tors musste 2006 auch der Verlauf der Straßenbahnstrecke angepasst werden. Sie verläuft jetzt nicht mehr in einer langgestreckten Kurve am Hotel entlang, sondern biegt erst vor dem Patriotischen Weg ab. Der alte Verlauf der Straße und der Straßenbahnstrecke kann noch heute an der Krümmung des Hotelgebäudes erahnt werden. Die Straßenbahnhaltestelle Kröpeliner Tor wurde nach Nordosten an den Anfang der Langen Straße verlegt. Beim Neubau der Warnowstraße im Jahr 2010 wurde die aus dem Nordosten befahrbare Wendeschleife nahe der Haltestelle Gerberbruch zurückgebaut.
Im Jahr 2002 begannen die Arbeiten zur Erhöhung der Fahrdrahtspannung von 600 auf 750 Volt. Dazu wurde Fahrleitungsmaterial ausgetauscht und neue Unterwerke gebaut. Im Jahr 2017 wurde die Umstellung der Spannung mit den Streckenabschnitten von der Stadthalle über Steintor in den Nordosten und vom Kröpeliner Tor zum Steintor abgeschlossen.

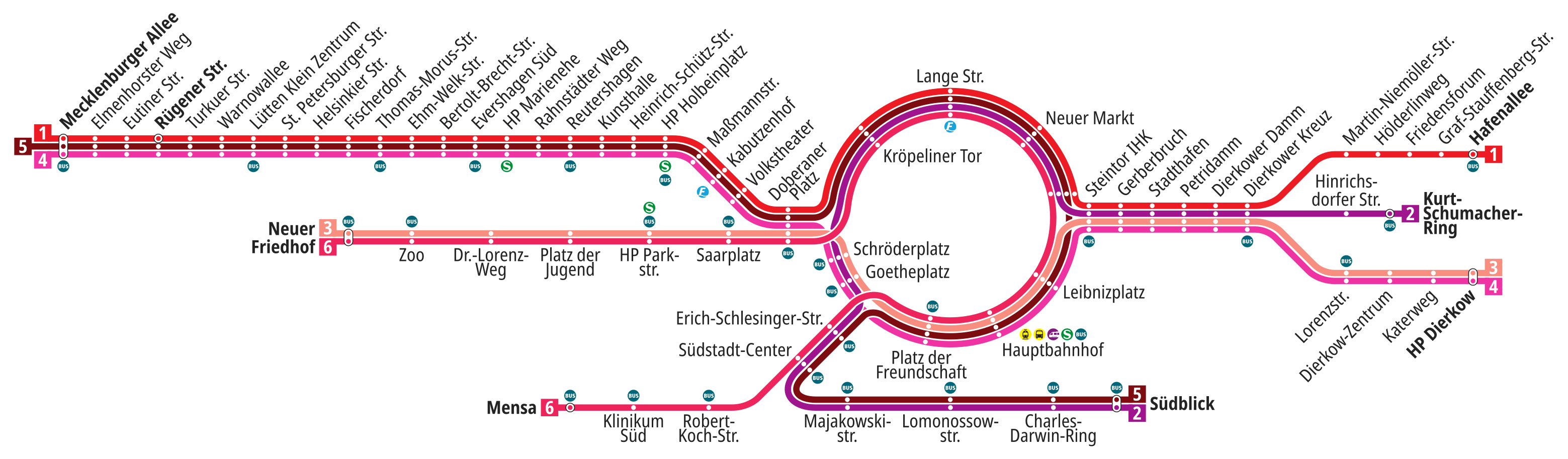
Linienplan 2008

| August 2008 – 2015 | August 2008 – 2015 | August 2008 – 2015 |
| Linie              | Linienweg | Bemerkung |
| ------------------ | --- | --- |
| 1                  | (Lichtenhagen, Mecklenburger Allee –) Lütten Klein, Rügener Straße – Evershagen – Marienehe – Reutershagen – Holbeinplatz – Doberaner Platz – Lange Str. – Steintor – Dierkower Kreuz – Toitenwinkel, Hafenallee | im Abendverkehr und am Wochenende bis Lichtenhagen                                                                              |
| 2                  | Südblick – Goetheplatz – Lange Straße – Steintor – Dierkower Kreuz – Kurt-Schumacher-Ring | täglich im Tagesverkehr |
| 3                  | Neuer Friedhof – Zoo – Parkstraße – Doberaner Platz – Goetheplatz – Hauptbahnhof – Steintor – Dierkower Kreuz – HP Dierkow                                                                                       | werktags im Abendverkehr, am Wochenende ganztägig                                                                               |
| 4                  | Lichtenhagen, Mecklenburger Allee – Lütten Klein, Rügener Str. – Evershagen – Marienehe – Reutershagen – Holbeinplatz – Doberaner Platz – Goetheplatz – Hauptbahnhof – Steintor – Dierkower Kreuz – HP Dierkow   | werktags im Tagesverkehr |
| 5                  | Lichtenhagen, Mecklenburger Allee – Lütten Klein, Rügener Str. – Evershagen – Marienehe – Reutershagen – Holbeinplatz – Doberaner Platz – Lange Straße – Steintor – Hauptbahnhof – Südstadt-Center – Südblick    | |
| 6                  | Neuer Friedhof – Zoo – Parkstraße – Doberaner Platz – Lange Straße – Steintor – Hauptbahnhof – Südstadt-Center – Mensa                                                                                           | täglich im Tagesverkehr |
| 9                  | Lichtenhagen, Mecklenburger Allee – Lütten Klein, Rügener Str. – Evershagen – Marienehe – Reutershagen – Holbeinplatz – Doberaner Platz – Lange Straße – Steintor – Hauptbahnhof – Südstadt-Center – Mensa       | nur bei Großveranstaltungen (z. B. Weihnachtsmarkt, Hanse Sail), mo-fr ab 13 Uhr u. sa+so ganztags als Ersatz für Linien 4 u. 6 |

### MOBIL 2016
Zum neuen Jahresfahrplan 2016 wurde für Rostock das Verkehrskonzept MOBIL 2016 entwickelt, das das Verkehrsangebot an die veränderte Nachfrage anpassen sollte. Im Zuge dessen kam es erstmals seit 2003 zu größeren Neuordnungen im Straßenbahnnetz. Werktags wird dadurch tagsüber auf fast allen Strecken mindestens ein 10-Minuten-Takt angeboten. Die Linie 4 führt nun nicht mehr nach Lichtenhagen, sondern über Lange Straße und Goetheplatz zur Mensa in der Südstadt. Die Linie 2 verkehrt dafür über Hauptbahnhof, jedoch nicht mehr bis Südblick, sondern bis Reutershagen. Außerdem fährt die Linie 3 nun auch werktags im Tagesverkehr.
Seit der Veränderung der Linienverläufe im Jahr 2016 gab es noch einige Anpassungen bei den Haltestellen: Am 17. März 2018 wurden zwei Haltestellen umbenannt (vormals Mensa nun Campus Südstadt und vormals HP Dierkow nun Dierkower Allee). Im August 2020 wurde die Haltestelle Leibnizplatz zurückgebaut und durch die beiden neuen Haltestellen Rosa-Luxemburg-Straße und Paulstraße ersetzt.

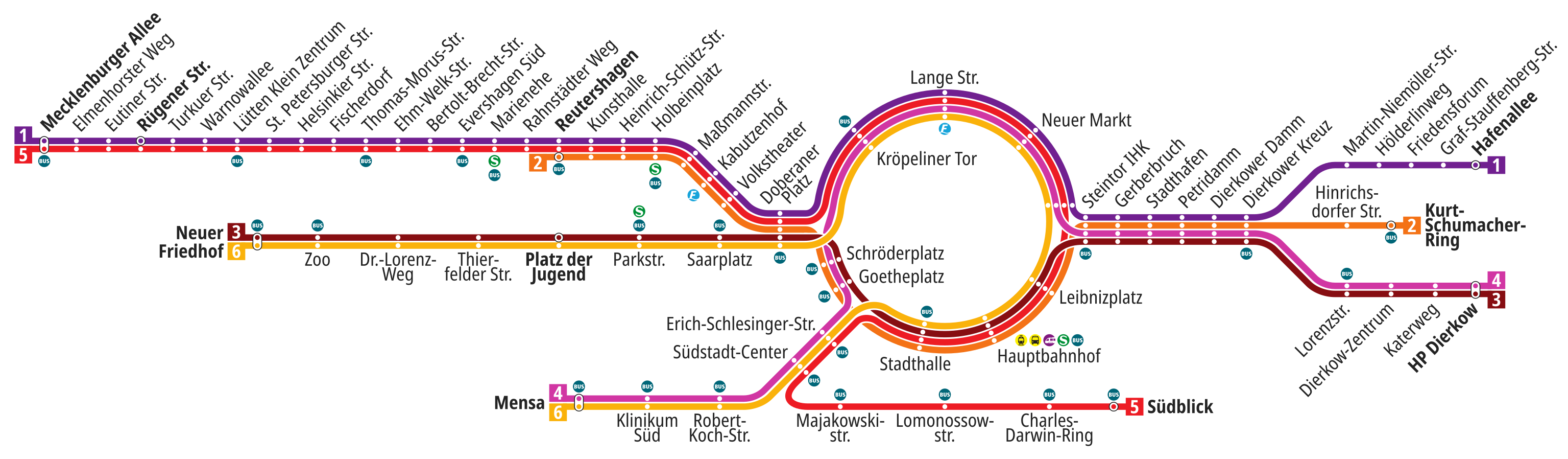
Linienplan 2016

### Baumaßnahme Goethebrücke 2022–2025

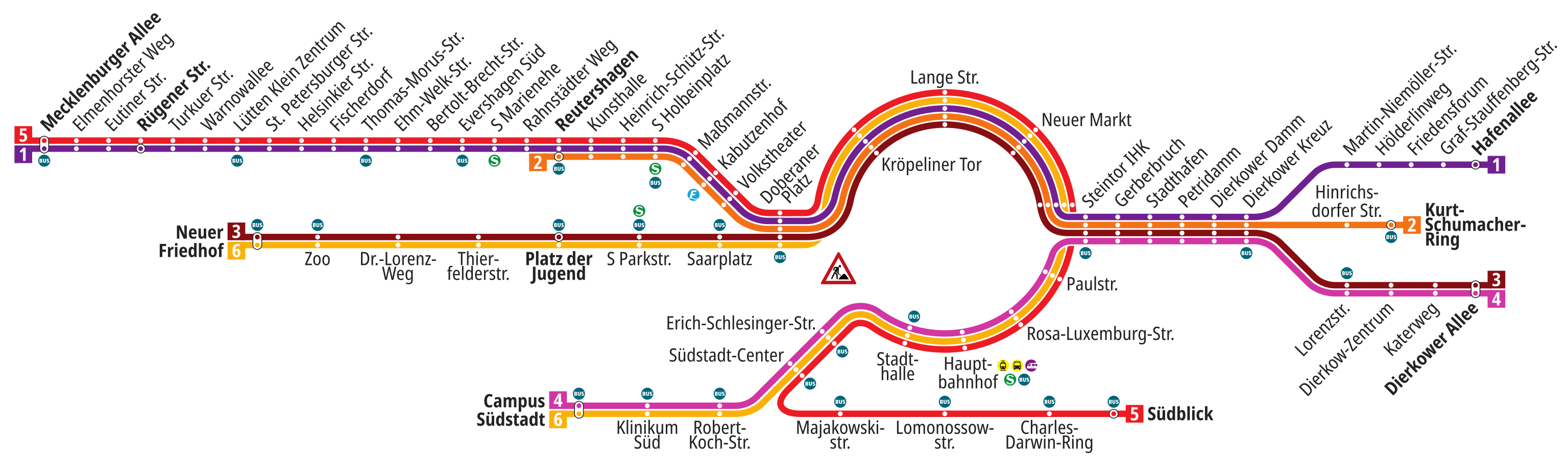
Linienplan während der Sperrung im Bereich Goethebrücke

Im Zuge des Ersatzneubaus der Eisenbahnüberführung am Goetheplatz musste die darunter liegende Straßenbahnstrecke zwischen der Stadthalle und dem Schröderplatz ab dem 10. Juni 2022 gesperrt werden. Die Linien 2 und 3 wurden im Innenstadtbereich über die Lange Straße und die Linie 4 über den Hauptbahnhof umgeleitet. Im April 2025 konnte die Strecke wieder freigegeben werden, sodass seit dem 26. April 2025 wieder Straßenbahnen unter der Goethebrücke verkehren und ab dem 28. April wieder der ursprüngliche Linienverlauf gilt.

### Besonderheiten der letzten Zeit
Am 2. März 2022 ereignete sich ein Zusammenstoß von zwei Straßenbahnzügen möglicherweise aufgrund einer falsch gestellten Weiche, dabei gab es mindestens 26 Verletzte.
Auf der Linie 2 war im Zeitraum vom 15. August 2022 bis zum 1. Mai 2023 der Straßenbahnbetrieb vorübergehend eingestellt. Die RSAG begründete dies mit einer angespannten Personalsituation.

## Geplanter Ausbau
In den vergangenen Jahren gab es immer wieder Ideen, das Straßenbahnnetz zu erweitern. Dies umfasste einerseits Verbindungen zu großen Einkaufszentren vor den Toren der Stadt (Bentwisch, Sievershagen und Roggentin), um dort Pendler abzuholen und direkt in die Innenstadt zu befördern.
Andererseits gab es immer wieder Überlegungen, das Netz innerstädtisch auszubauen, um bestehende (Stadthafen, Gehlsdorf, Gartenstadt, Reutershagen, Warnemünde, Groß Klein und Schmarl) oder neu geplante Wohngebiete (Groß-Biestow) mit der Straßenbahn zu erschließen.
Ende November 2020 wurde eine Machbarkeitsstudie der RSAG bekannt, in der der Strecke vom Zoo über Gartenstadt nach Reutershagen Wirtschaftlichkeit beschieden wurde. Des Weiteren wurden der Querspange Holbeinplatz–Parkstraße und der Verlängerung von Toitenwinkel nach Gehlsdorf weiterer Untersuchungsbedarf zugesprochen. Im Gegensatz dazu werden die Strecken an die Stadtränder zu den Einkaufszentren kritischer gesehen, vor allem wegen geringer potentieller Nutzerzahlen durch die dortige niedrigere Anzahl der Einwohner. Eine Erschließung der Großwohnsiedlungen Groß Klein und Schmarl wäre aus stadtentwicklungspolitischen Gründen zwar wünschenswert, ist aus technischen Gründen jedoch nicht wirtschaftlich zu realisieren.
Infolgedessen wurde im April 2021 von der Rostocker Bürgerschaft beschlossen, für die Strecke mit der höchsten Priorität (Zoo–Gartenstadt–Reutershagen) eine Nutzen-Kosten-Untersuchung zu beauftragen sowie für die Streckenerweiterung Gehlsdorf und die Querspange Holbeinplatz–Parkstraße eine technische Machbarkeitsstudie durchführen zu lassen. Aufgrund des deutlich positiven Ergebnisses der Kosten-Nutzen-Analyse beschloss die Bürgerschaft im November 2023, die weitere Planung bis zur Genehmigungsplanung in Auftrag zu geben.

## Fahrzeuge
Die Rostocker Straßenbahn nahm 1881 als Pferdebahn den Betrieb auf. 1903 begann die Einführung des elektrischen Betriebes durch die Elektrizitäts-AG Frankfurt a. M. Am 21. Mai 1904 fuhr der erste elektrische Straßenbahntriebwagen durch Rostock. Bis zum 18. Juni waren alle Linien mit der „Electrischen“ abgedeckt. Triebwagen der ersten Serie waren (modernisiert) teilweise sogar bis 1961 im Einsatz.
Zu Zeiten der DDR erhielt die Rostocker Straßenbahn Wagen des Typs LOWA und Gotha, darunter auch vierachsige Einrichtungs-Gelenkwagen, die meist mit einem zweiachsigen Beiwagen eingesetzt wurden. Gothawagen waren bis 1996 im Einsatz. Erst 1989/1990 kamen Tatra-Wagen auch nach Rostock. Die modernisierten Triebwagen verkehrten zuletzt nur noch werktags mit Niederflur-Beiwagen vorzugsweise auf Linie 1.
Seit 1994 kommen auch Niederflur-Gelenkwagen zum Einsatz. Alle Fahrzeuge im Linieneinsatz sind Einrichtungsfahrzeuge, die Endhaltestellen sind mit Wendeschleifen ausgerüstet.

### Tatra T6A2m

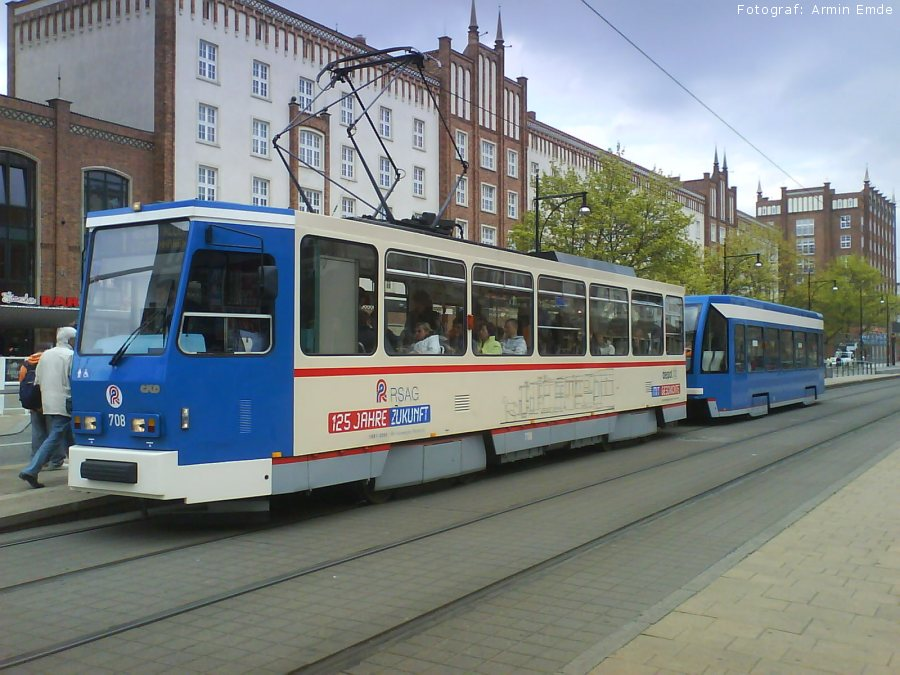
Tatra-Zug aus T6A2m und 4NBWE an der Haltestelle Lange Straße

Von diesen hochflurigen Einrichtungs-Triebwagen waren im Frühjahr 2013 noch 17 Exemplare im Liniendienst. Rostock erhielt in den Jahren 1989 und 1990 vom tschechoslowakischen Hersteller ČKD Tatra 24 vierachsige Großraumwagen T6A2 mit 6 passenden Beiwagen. Sie trugen die Wagennummern 601 bis 624 bzw. 801 bis 806. Sie waren 14,5 Meter lang und erreichten eine Höchstgeschwindigkeit von 55 km/h. In den Jahren 1995 bis 2001 wurden die Triebwagen zu T6A2m modernisiert und bekamen dabei neue Wagennummern (701–712 und 801–812). Sie erhielten dabei Außenschwingtüren, neue Fahrtzielanzeigen, eckige Scheinwerfer sowie eine modernisierte Inneneinrichtung mit einem neuen Heizungssystem. Ab 1996 wurden alle sechs B6A2D-Beiwagen abgestellt und ab 2005 zum Teil nach Szeged verkauft. Seit dem 25. April 2015 werden keine Tatra-Triebwagen mehr im Plandienst eingesetzt. Ein Fahrzeug (704) ist als historisches Fahrzeug erhalten, wieder mit cremefarbener Lackierung versehen und zum Salonwagen ausgebaut worden. Er kann gemietet werden.

### 4NBWE
2001/2002 wurden 22 Niederflur-Beiwagen vom Hersteller Bombardier beschafft, deren Wagenkästen in Polen hergestellt wurden. Sie wurden zusammen mit den Wagen für die Leipziger Verkehrsbetriebe (LVB) bestellt. Fünf der Rostocker Wagen wurden 2013 zur Straßenbahn Leipzig abgegeben. Ein weiterer kam im November 2013 testweise zur Straßenbahn Kassel, wohin weitere 14 folgten. Seit dem 25. April 2015 werden sie nicht mehr im Plandienst eingesetzt.

### 6N GTW DE „6N1“

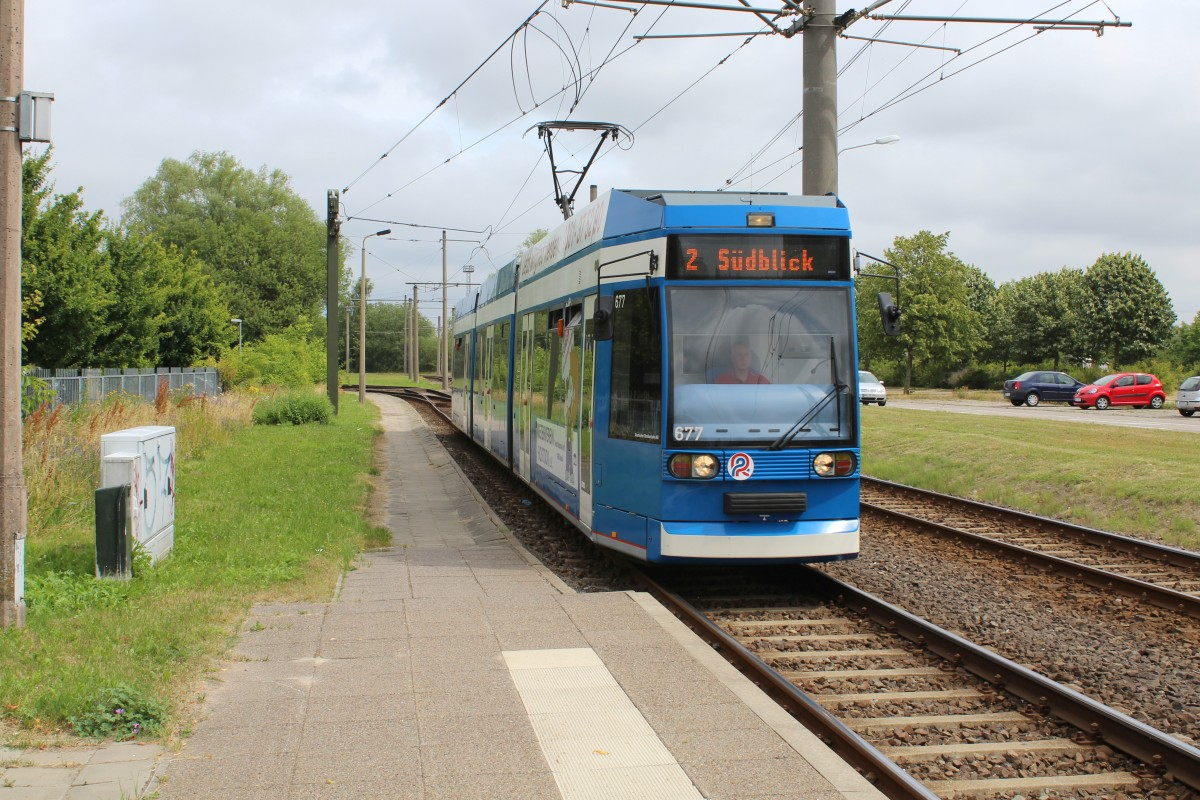
Duewag-Gelenkwagen in Dierkow

Diese Niederflur-Gelenktriebwagen verkehren seit Juli 1994 bei der Straßenbahn Rostock. 40 Wagen dieses Typs wurden beschafft, sie tragen die Wagennummern 651 bis 690. Es handelt sich um sechsachsige Einrichtungsfahrzeuge mit stufenfreiem Fahrgastraum mit einem Niederfluranteil von etwa 90 %. Lediglich die beiden einflügeligen Türen vorn und hinten weisen eine Stufe auf, zu den vier Sitzen im Heck beim Hilfsfahrschalter muss eine weitere Stufe überwunden werden. 10 Fahrzeuge werden seit 2022 einer Sanierung zum Weiterbetrieb bis 2036 unterzogen, die restlichen durch den Fahrzeugtyp TINA ersetzt.

### Tramlink „6N2“

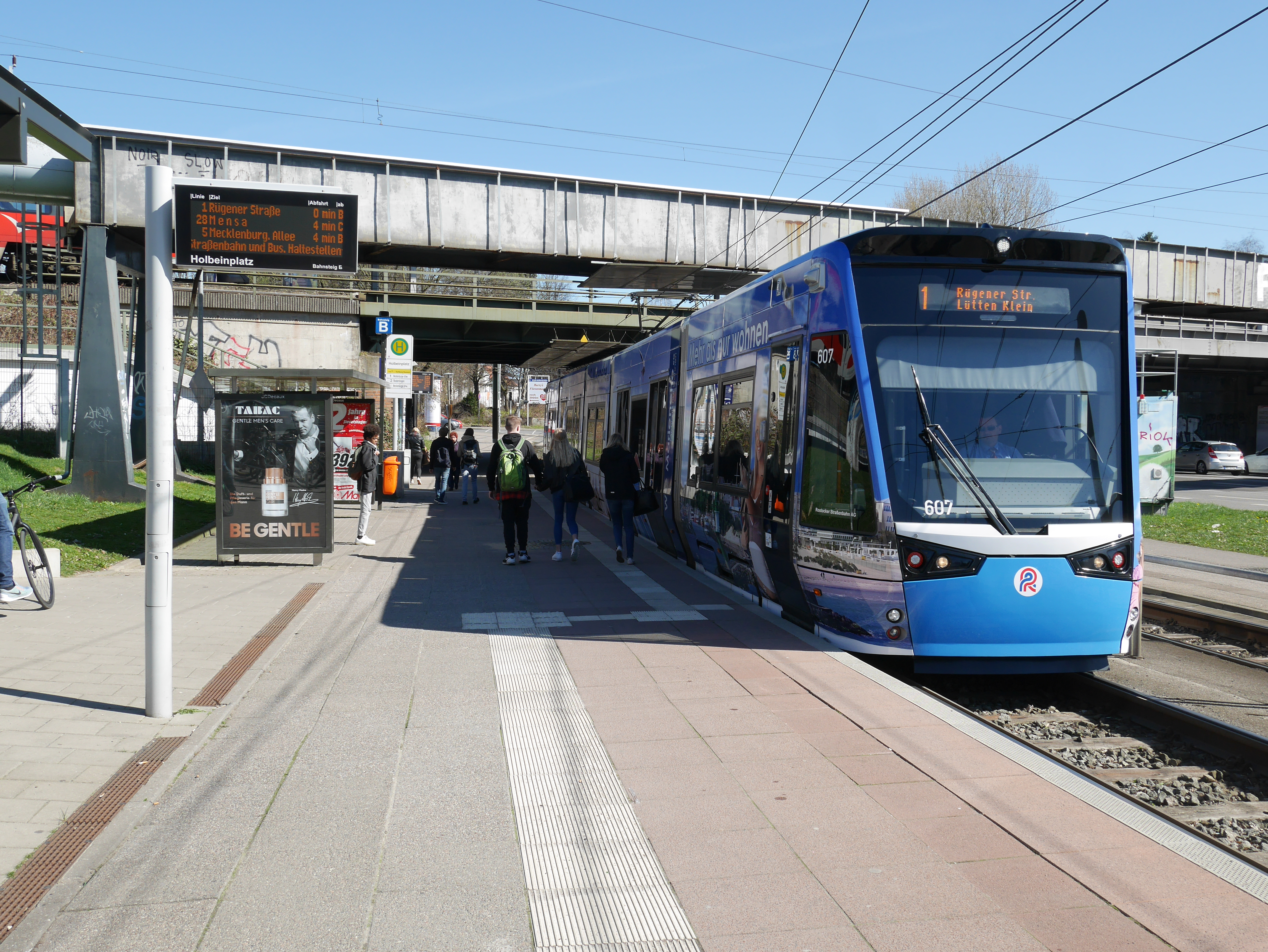
RSAG Tramlink 6N2 an der Haltestelle Holbeinplatz

13 neue Triebwagen des Typs „Tramlink 6N2“ vom Hersteller Vossloh Kiepe ersetzten bis Dezember 2014 schrittweise die Tatra-Trieb- und die Niederflur-Beiwagen. Die fünfteiligen Multigelenktriebwagen sind 32 m lang und vollständig niederflurig. Sie verfügen über 71 Sitzplätze, zudem sind 139 Stehplätze vorgesehen. Der Innenraum ist in zwei Multifunktionsbereiche und drei Sitzzonen aufgeteilt. Am 30. Juli 2014 begann mit den beiden Wagen 601 und 602 der Fahrgasteinsatz auf der Linie 1. Bis Dezember 2014 wurden alle Wagen ausgeliefert; sie sind im gesamten Liniennetz eingesetzt. Konkurrenz um den Auftrag bestand durch Siemens (Fahrzeugtyp Avenio) sowie Škoda (Fahrzeugtyp 15T abweichend mit Asynchronmotoren).
Diese Fahrzeuge weisen zwei Besonderheiten auf:
- Die 32 m langen und 2,65 m breiten Fahrzeuge sind im Bereich der Einstiegshöhe auf 2,3 m eingezogen. Dadurch kann die bestehende Infrastruktur (z. B. die Bahnsteigkanten) ohne Umbauten genutzt werden.
- Im Fahrzeugdach sind Hochleistungskondensatoren, sogenannte Superkondensatoren, integriert. Sie speichern die beim Bremsvorgang gewonnene elektrische Energie, die anschließend wieder zum Beschleunigen sowie für Heizung und Klimatisierung verwendet werden kann. Dadurch erhofft man sich einen erheblich niedrigeren Gesamtenergiebedarf.[26]

Technische Daten des Fahrzeugs:
- Fahrzeuglänge: 32,0 m
- Fahrzeugbreite gesamt: 2,65 m
- Fahrzeughöhe: 3,51 m
- Einstiegshöhe: 290 mm
- Spurweite: 1435 mm
- Leergewicht: 43,9 t
- Anzahl Türen: 6
- Sitzplätze: 71
- Stehplätze: 139
- Fahrdrahtspannung: 750 V
- Antriebsleistung: 4 × 100 kW
- Höchstgeschwindigkeit: 70 km/h (Elektrisch auf 60 km/h verlangsamt)
- Besonderheiten: Energiespeicher (Supercap) zur Reduzierung der Anfahrströme, wassergekühlter Antrieb, modernes Fahrgastinformationssystem

### Stadler TINA
Im Juni 2022 gaben Stadler Rail und die Rostocker Straßenbahn AG (RSAG) den Abschluss eines Vertrages über die Lieferung von 28 Triebwagen des Typs Tina bekannt. Das gesamte Auftragsvolumen liegt bei 98,2 Millionen Euro. Die rund 32 Meter langen, dreiteiligen Einrichtungsfahrzeuge werden seit Februar 2025 geliefert und sollen Ende des Jahres eingesetzt werden. Bei Lieferung des ersten Fahrzeugs wurde abweichend eine Gesamtstückzahl von 29 Fahrzeugen genannt. 216 Fahrgäste finden in den vollklimatisierten Fahrzeugen Platz, davon 75 auf Sitzplätzen. Die Fahrzeuge sollen einen Teil der im Betrieb befindlichen Wagen vom Typ 6N1, die aus den Jahren 1994 bis 1996 stammen, ersetzen. Die Einheiten bestehen aus zwei Endwagenkästen, die auf je zwei Drehgestellen laufen, und einem dazwischen eingehängten und laufwerkslosem Mittelteil.